# 第62回アカデミー賞
第62回アカデミー賞（だい62かいアカデミーしょう）は、1990年3月26日に発表・授賞式が行われた。

## 式典
司会は初めてとなるビリー・クリスタルが、ノミネート作品をメドレーにして紹介、その後クリスタルが司会の際には彼の歌が恒例となっている。
白人の老婦人と黒人のドライバーの交流を描いた『ドライビング Miss デイジー』が作品賞を始めとする4部門を受賞。主演女優賞のジェシカ・タンディは80歳での受賞で、最高齢の受賞者となった。また、名誉賞には日本の映画監督、黒澤明が選ばれ、スティーヴン・スピルバーグ、ジョージ・ルーカスがプレゼンターを務めた。

## 候補と受賞の一覧
太字は受賞である。また、以下での人名表記は
1. 作品の日本語公式情報およびAMPAS公式サイトの日本版とWOWOWによる授賞式放送での表記に準ずる。
2. 見当たらない場合はデータベースサイトなどを参考。
3. それでもない場合は英語表記のままとする。

| 作品賞 | 監督賞 |
| --- | --- |
| - 『ドライビング Miss デイジー』 – リチャード・D・ザナック、リリ・フィニー・ザナック - 『7月4日に生まれて』 – A・キットマン・ホー、オリバー・ストーン - 『いまを生きる』 – スティーヴン・ハーフ、ポール・ユンガー・ウィット、トニー・トーマス - 『フィールド・オブ・ドリームス』 – ローレンス・ゴードン、チャールズ・ゴードン - 『マイ・レフトフット』 – ノエル・ピアソン                                  | - オリバー・ストーン – 『7月4日に生まれて』 - ウディ・アレン – 『ウディ・アレンの重罪と軽罪』 - ケネス・ブラナー – 『ヘンリー5世』 - ジム・シェリダン – 『マイ・レフトフット』 - ピーター・ウィアー – 『いまを生きる』 |
| 主演男優賞 | 主演女優賞 |
| - ダニエル・デイ＝ルイス – 『マイ・レフトフット』 - ケネス・ブラナー – 『ヘンリー5世』 - トム・クルーズ – 『7月4日に生まれて』 - モーガン・フリーマン – 『ドライビング Miss デイジー』 - ロビン・ウィリアムズ – 『いまを生きる』 | - ジェシカ・タンディ – 『ドライビング Miss デイジー』 - イザベル・アジャーニ – 『カミーユ・クローデル』 - ポーリーン・コリンズ – 『旅する女/シャーリー・バレンタイン』 - ジェシカ・ラング – 『ミュージックボックス』 - ミシェル・ファイファー – 『恋のゆくえ/ファビュラス・ベイカー・ボーイズ』 |
| 助演男優賞 | 助演女優賞 |
| - デンゼル・ワシントン – 『グローリー』 - ダニー・アイエロ – 『ドゥ・ザ・ライト・シング』 - ダン・エイクロイド – 『ドライビング Miss デイジー』 - マーロン・ブランド – 『白く渇いた季節』 - マーティン・ランドー – 『ウディ・アレンの重罪と軽罪』 | - ブレンダ・フリッカー – 『マイ・レフトフット』 - アンジェリカ・ヒューストン – 『敵、ある愛の物語』 - レナ・オリン – 『敵、ある愛の物語』 - ジュリア・ロバーツ – 『マグノリアの花たち』 - ダイアン・ウィースト – 『バックマン家の人々』 |
| 脚本賞 | 脚色賞 |
| - 『いまを生きる』 – トム・シュルマン - 『ウディ・アレンの重罪と軽罪』 – ウディ・アレン - 『ドゥ・ザ・ライト・シング』 – スパイク・リー - 『セックスと嘘とビデオテープ』 – スティーヴン・ソダーバーグ - 『恋人たちの予感』 – ノーラ・エフロン | - 『ドライビング Miss デイジー』 – アルフレッド・ウーリー - 『7月4日に生まれて』 – オリバー・ストーン、ロン・コーヴィック - 『敵、ある愛の物語』 – ロジャー・L・サイモン、ポール・マザースキー - 『フィールド・オブ・ドリームス』 – フィル・アルデン・ロビンソン - 『マイ・レフトフット』 – ジム・シェリダン、シェーン・コノートン |
| 外国語映画賞 | |
| - 『ニュー・シネマ・パラダイス』 (イタリア) – ジュゼッペ・トルナトーレ - 『カミーユ・クローデル』 (フランス) – ブルーノ・ニュイッテン - 『モントリオールのジーザス』 (カナダ) – ドゥニ・アルカン - 『追想のワルツ』 (デンマーク) – カスパル・ロストルップ - 『いつでも夢を』 (プエルトリコ) – ハコボ・モラレス                                                                                             | |
| 長編ドキュメンタリー映画賞 | 短編ドキュメンタリー映画賞 |
| - Common Threads: Stories from the Quilt – ロバート・エプスタイン、ビル・コーチュリー - Adam Clayton Powell – リチャード・キルバーグ、イヴォンヌ・スミス - Crack USA: County Under Siege – Vince DiPersio、ビル・グッテンタグ - 『宇宙へのフロンティア』 – アル・ライナート、ベッツィ・ブロイルス・フレイアー - Super Chief: The Life and Legacy of Earl Warren – ジュディス・レオナルド、ビル・ジャージー | - The Johnstown Flood – チャールズ・グッケンハイム - Fine Food, Fine Pastries, Open 6 to 9 – デヴィッド・ピーターソン - Yad Vashem: Preserving the Past to Ensure the Future – レイ・エロール・フォックス |
| 短編実写映画賞 | 短編アニメ映画賞 |
| - Work Experience – ジェームズ・ヘンドリー - Amazon Diary – ロバート・ニクソン - The Childeater – Jonathan Tammuz | - Balance – クリストフ・ラウエンシュタイン、ウォルフガング・ラウエンシュタイン - The Cow – アレクサンドル・ペトロフ - The Hill Farm – マーク・ベイカー |
| 作曲賞 | 歌曲賞 |
| - 『リトル・マーメイド』 – アラン・メンケン - 『恋のゆくえ/ファビュラス・ベイカー・ボーイズ』 – デイヴ・グルーシン - 『フィールド・オブ・ドリームス』 – ジェームズ・ホーナー - 『インディ・ジョーンズ/最後の聖戦』 – ジョン・ウィリアムズ - 『7月4日に生まれて』 – ジョン・ウィリアムズ | - ｢アンダー・ザ・シー｣（『リトル・マーメイド』） – アラン・メンケン (作曲)、ハワード・アッシュマン (作詞) - "After All"（『ワン・モア・タイム』） – トム・スノウ (作曲)、ディーン・ピッチフォード (作詞) - "I Love To See You Smile"（『バックマン家の人々』） – ランディ・ニューマン (作詞・作曲) - "The Girl Who Used to Be Me"（『旅する女/シャーリー・バレンタイン』） – マーヴィン・ハムリッシュ (作曲)、アラン・バーグマン (作詞)、マリリン・バーグマン (作詞) - ""Kiss the Girl"（『リトル・マーメイド』） – アラン・メンケン (作曲)、ハワード・アッシュマン (作詞)    |
| 音響編集賞 | 録音賞 |
| - 『インディ・ジョーンズ/最後の聖戦』 – リチャード・ヒンス、ベン・バート - 『ブラック・レイン』 – ミルトン・C・ブロウ、ウィリアム・L・マンガー - 『リーサル・ウェポン2/炎の約束』 – ロバート・ヘンダーソン、アラン・ロバート・マーレイ | - 『グローリー』 – ドナルド・O・ミッチェル、グレッグ・ルドロフ、エリオット・タイスン、ラッセル・ウィリアムズ - 『アビス』 – ドン・バスマン、ケヴィン・F・クレアリー、リチャード・オーヴァートーン、リー・オルロフ - 『ブラック・レイン』 – ドナルド・O・ミッチェル、ケヴィン・オコネル、グレッグ・P・ラッセル、キース・A・ウェスター - 『7月4日に生まれて』 – マイケル・ミンクラー、グレゴリー・H・ウィトキンス、ワイリー・ステートマン、トッド・A・メートランド - 『インディ・ジョーンズ/最後の聖戦』 – ベン・バート、ゲイリー・サマーズ、ショーン・マーフィー、トニー・ドー |
| 美術賞 | 撮影賞 |
| - 『バットマン』 – アントン・ファースト (美術)、ピーター・ヤング (装置) - 『アビス』 – レスリー・ディリー (美術)、アン・カルジャン (装置) - 『バロン』 – ダンテ・フェレッティ (美術)、フランチェスカ・ロー・スキャーヴォ (装置) - 『ドライビング Miss デイジー』 – ブルーノ・ルベオ (美術)、クリスピアン・サリス (装置) - 『グローリー』 – ノーマン・ガーウッド (美術)、Garrett Lewis (装置)               | - 『グローリー』 – フレディ・フランシス - 『アビス』 – ミカエル・サロモン - 『ブレイズ』 – ハスケル・ウェクスラー - 『7月4日に生まれて』 – ロバート・リチャードソン - 『恋のゆくえ/ファビュラス・ベイカー・ボーイズ』 – ミヒャエル・バルハウス |
| メイクアップ賞 | 衣裳デザイン賞 |
| - 『ドライビング Miss デイジー』 – Manlio Rocchetti、リン・バーバー、ケヴィン・ヘイニー - 『晩秋』 – ディック・スミス、ケン・ディアス、グレッグ・ネイソン - 『バロン』 – マギー・ウェストン、ファブリツィオ・スフォルツァ | - 『ヘンリー五世』 – フィリス・ダルトン - 『バロン』 – ガブリエラ・ペスクッチ - 『ドライビング Miss デイジー』 – エリザベス・マクブライド - 『ハーレム・ナイト』 – ジョー・トンプキンス - 『恋の掟』 – テオドール・ピステック |
| 編集賞 | 視覚効果賞 |
| - 『7月4日に生まれて』 – デヴィッド・ブレナー、ジョー・ハッシング - 『子熊物語』 – ノエル・ボワソン - 『ドライビング Miss デイジー』 – マーク・ワーナー - 『恋のゆくえ/ファビュラス・ベイカー・ボーイズ』 – ウィリアム・スタインカンプ - 『グローリー』 – スティーヴン・ローゼンブラム | - 『アビス』 – デニス・ミューレン、ホイト・イエトマン、ジョン・ブルーノ、デニス・スコタック - 『バロン』 – リチャード・コンウェイ、ケント・ヒューストン - 『バック・トゥ・ザ・フューチャー PART2』 – ケン・ローストン、マイケル・ランティエリ、ジョン・ベル、スティーヴ・ゴーリー |

### アカデミー名誉賞
- 黒澤明

### ジーン・ハーショルト友愛賞
- ハワード・W・コック

### 統計
| 候補数 | 作品名                                      |
| ------ | ------------------------------------------- |
| 9      | ドライビング Miss デイジー                  |
| 8      | 7月4日に生まれて                            |
| 5      | グローリー                                  |
| 5      | マイ・レフトフット                          |
| 4      | アビス                                      |
| 4      | バロン                                      |
| 4      | いまを生きる                                |
| 4      | 恋のゆくえ/ファビュラス・ベイカー・ボーイズ |
| 3      | ウディ・アレンの重罪と軽罪                  |
| 3      | 敵、ある愛の物語                            |
| 3      | フィールド・オブ・ドリームス                |
| 3      | ヘンリー五世                                |
| 3      | インディ・ジョーンズ/最後の聖戦             |
| 3      | リトル・マーメイド                          |
| 2      | ブラック・レイン                            |
| 2      | カミーユ・クローデル                        |
| 2      | ドゥ・ザ・ライト・シング                    |
| 2      | バックマン家の人々                          |
| 2      | 旅する女/シャーリー・バレンタイン           |

| 受賞数 | 作品名                     |
| ------ | -------------------------- |
| 4      | ドライビング Miss デイジー |
| 3      | グローリー                 |
| 2      | 7月4日に生まれて           |
| 2      | リトル・マーメイド         |
| 2      | マイ・レフトフット         |

## プレゼンター、パフォーマー

### プレゼンター (登場順)
| プレゼンター                                  | 役割                                                  |
| --------------------------------------------- | ----------------------------------------------------- |
| チャーリー・オドネル                          | 第62回アカデミー賞アナウンサー                        |
| カール・マルデン (AMPAS会長)                  | 開会挨拶                                              |
| ジーナ・デイヴィス                            | 助演男優賞                                            |
| グレン・クローズ メル・ギブソン               | 美術賞                                                |
| キム・ベイシンガー                            | 『いまを生きる』プレゼンター                          |
| スティーヴ・マーティン                        | 歌曲賞                                                |
| ケネス・ブラナー エリザベス・マクガヴァン     | メイクアップ賞                                        |
| ジャック・レモン Natalya Negoda               | 外国語映画賞                                          |
| ケヴィン・クライン                            | 助演女優賞                                            |
| ボー・ブリッジス ジェフ・ブリッジス           | 『フィールド・オブ・ドリームス』プレゼンター          |
| ジョン・キャンディ リック・モラニス           | 短編実写映画賞                                        |
| バッグス・バニー                              | 短編アニメ映画賞                                      |
| ウォルター・マッソー                          | ジーン・ハーショルト友愛賞                            |
| ジェシカ・ラング                              | 『ドライビング Miss デイジー』プレゼンター            |
| モーガン・フリーマン ジェシカ・タンディ       | 編集賞                                                |
| イザベル・ユペール                            | 特別業績賞 ゴードン・E・ソーヤー賞                    |
| ブライアン・ブラウン レイチェル・ワード       | 録音賞 音響編集賞                                     |
| メラニー・グリフィス トム・ハンクス           | 撮影賞                                                |
| グレゴリー・ペック                            | 主演女優賞                                            |
| キャンディス・バーゲン                        | 衣裳デザイン                                          |
| ダン・エイクロイド チェビー・チェイス         | 視覚効果賞                                            |
| ジョージ・ルーカス スティーヴン・スピルバーグ | 名誉賞                                                |
| ポーラ・アブドゥル ダドリー・ムーア           | 歌曲賞                                                |
| ダニー・グローヴァー                          | 『7月4日に生まれて』プレゼンター                      |
| ノルマ・アレアンドロ チャールトン・ヘストン   | 長編ドキュメンタリー映画賞 短編ドキュメンタリー映画賞 |
| ジェーン・フォンダ                            | 脚本賞 脚色賞                                         |
| アンジェリカ・ヒューストン                    | 『マイ・レフトフット』プレゼンター                    |
| ロバート・デ・ニーロ マーティン・スコセッシ   | 監督賞                                                |
| ジョディ・フォスター                          | 主演男優賞                                            |
| ウォーレン・ベイティ ジャック・ニコルソン     | 作品賞                                                |

### パフォーマー (出演順)
| 氏名                                          | 役割         | 内容                                                             |
| --------------------------------------------- | ------------ | ---------------------------------------------------------------- |
| ビル・コンティ                                | 編曲         | オーケストラ                                                     |
| ビリー・クリスタル                            | 司会         | オープニングナンバー                                             |
| ランディ・ニューマン                          | パフォーマー | "I Love to See You Smile" (バックマン家の人々)                   |
| ジェフリー・ホールダー                        | パフォーマー | "Kiss the Girl"、｢アンダー・ザ・シー｣ (リトル・マーメイド)       |
| パティ・オースティン                          | パフォーマー | "The Girl Who Used to Be Me" (旅する女/シャーリー・バレンタイン) |
| ジェームス・イングラム メリサ・マンチェスター | パフォーマー | "After All" (ワン・モア・タイム)                                 |
| ダイアナ・ロス                                | パフォーマー | ｢虹の彼方に｣ (オズの魔法使)                                      |